# Famille Capello
 (signalé en juillet 2025).
Si vous disposez d'ouvrages ou d'articles de référence ou si vous connaissez des sites web de qualité traitant du thème abordé ici, merci de compléter l'article en donnant les références utiles à sa vérifiabilité et en les liant à la section « Notes et références ».
- Archive Wikiwix
- Bing
- Cairn
- DuckDuckGo
- E. Universalis
- Gallica
- Google
- G. Books
- G. News
- G. Scholar
- Persée
- Qwant
- (zh) Baidu
- (ru) Yandex

Pour les articles homonymes, voir Capello.

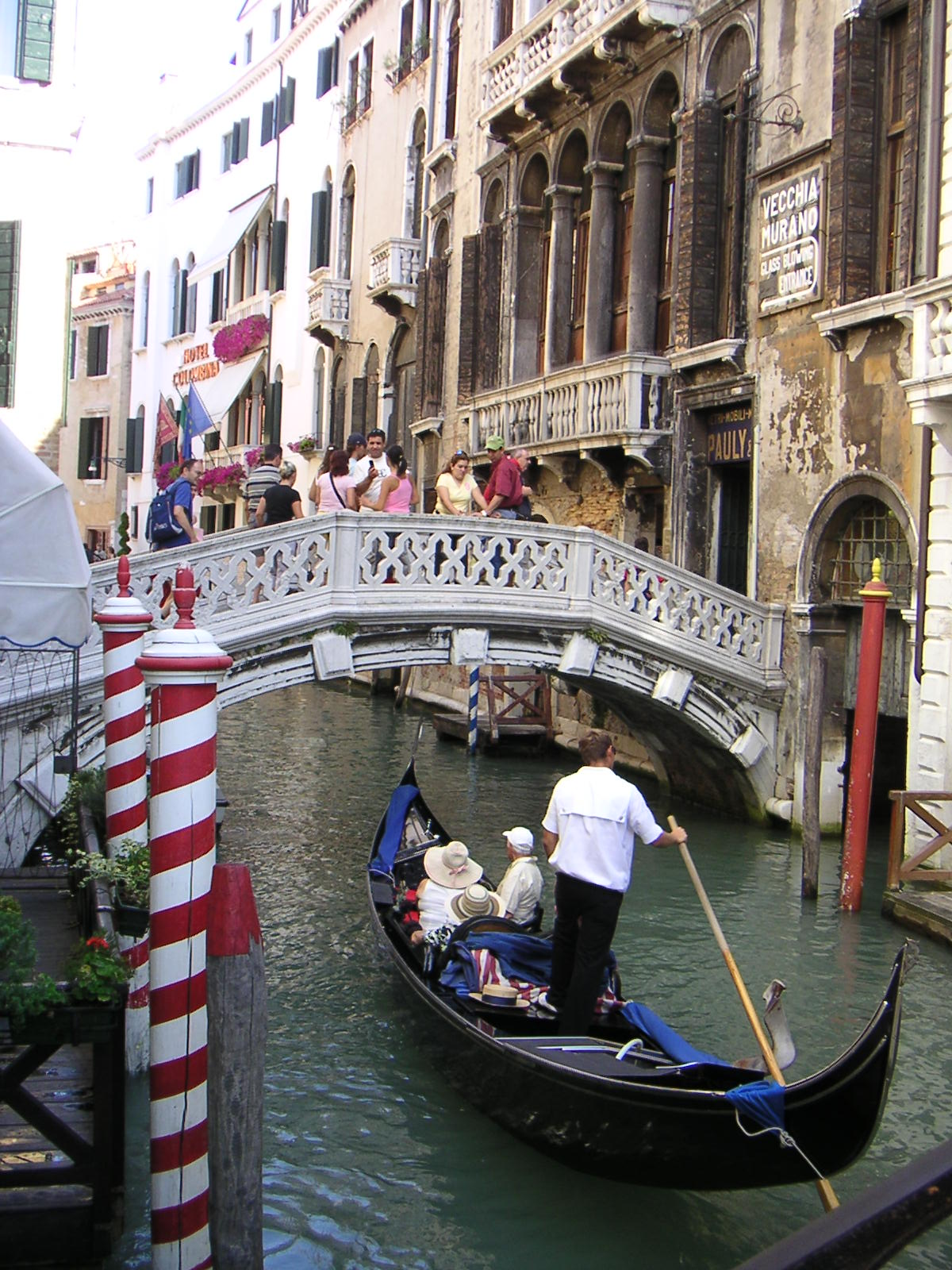
Le palais Trevisan Capello

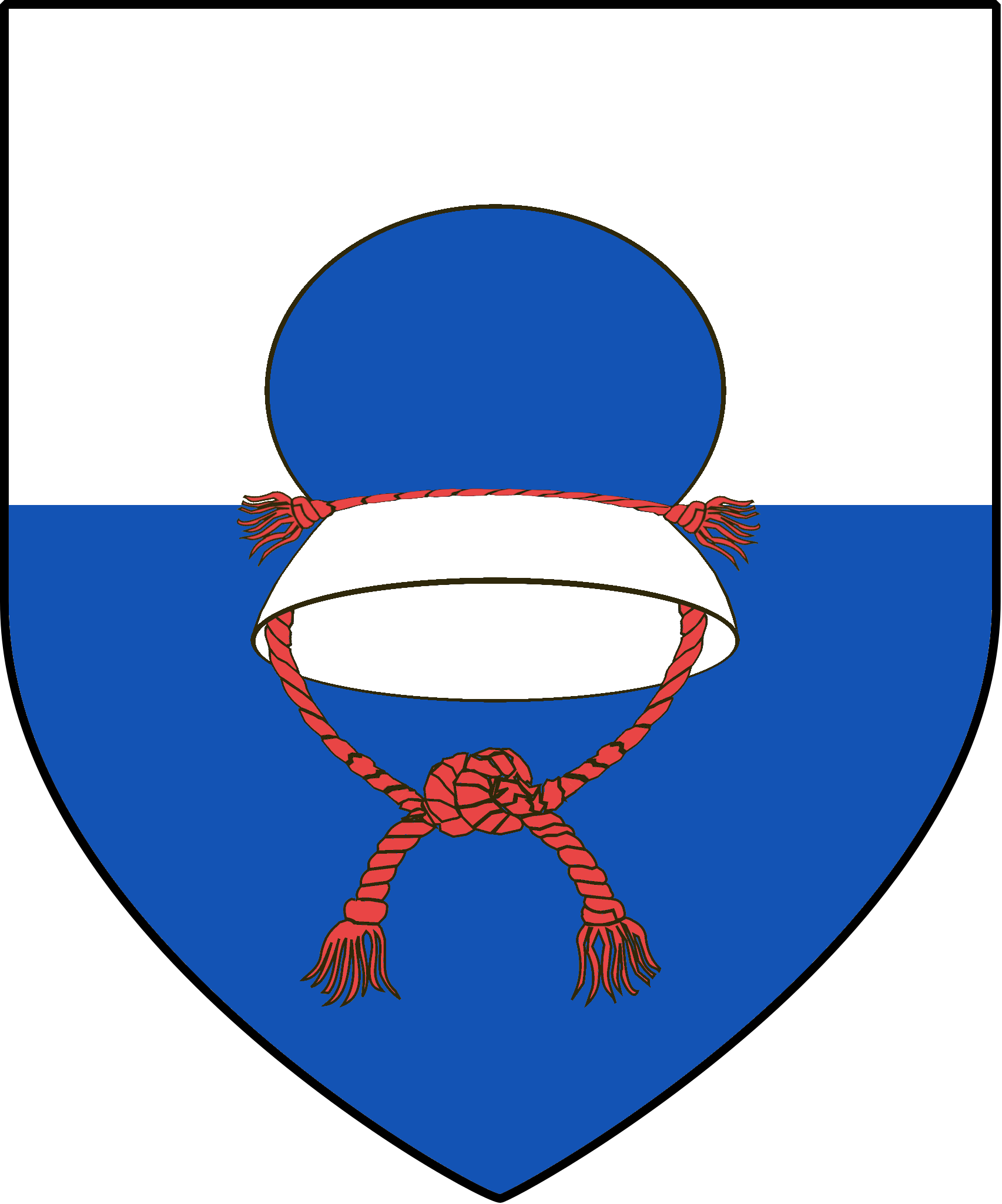
L'arme des Capello se compose d'un chapeau avec deux attaches pendantes, passées en sautoir en un champ coupé d'argent et d'azur, les couleurs du chapeau de l'un en l'autre. Les diverses branches portent des aigles, des fleurs de lis et des roses sur la partie supérieure de ce chapeau selon les ambassadeurs qu'elles ont eu en Allemagne, France ou Angleterre. Le cimier est une hirondelle avec la devise Libertas.

La famille Capello est une famille patricienne de Venise.

## Histoire
Cette famille est une des plus nobles de Venise. Elle portait initialement le nom Capuelli. Elle vient de Capoue au début du IXe siècle. Arrivé à Venise, elle fait partie des membres du Maggior Consiglio à sa clôture en 1297. 
La famille se divise en diverses branches dont une porta le titre de Comte du Saint-Palais du Latran et de l'Aula Impériale concédé en 1540 par l'empereur Charles Quint à Antonio, cavalier et procurateur.
La noblesse est reconnue par Résolution Souveraine en 1817, 1818 et 1826.   

## Personnalités
Cette famille a produit des procurateurs de « Saint-Marc », des généraux d'armée, des ambassadeurs, etc. :
- Pietro : évêque de Crémone en 1362 ;
- Benedetto : archévêque de Zara en 1639 ;
- Bernardo : poète, cité dans le Orlando furioso d'Arioste ;
- Vittore : général d'armée de Venise contre les turcs en 1462 et 1465; il a un monument sur la porte de l'église Sant'Elena ;
- Nicolò : Militaire contre les turcs à plusieurs reprises, il sauva Chypre en 1487 et soumit Paros à Venise en 1490 ;
- Giovannino (1229) et Marin : procurateurs de Saint-Marc au XIIIe siècle ;
- Paolo : grand chevalier et procurateur de Saint-Marc, pressenti successeur de Leonardo Loredano ;
- Vicenzo : élu 5 fois capitaine général, statue dans l'église Santa Maria Formosa ;
- Giovanni : célèbre dans la guerre de Candie ;
- Marin : provéditeur d'armée, célèbre dans sa victoire contre les 24 galères turques d'Ali Bitchin au port de Valona ;
- Andrea : neveu et gendre de Marco et Agostin Barbarigo ;
- Luigi : frère du précédent, duc de Candie ;
- Paolo : beau-frère de Caterina Cornaro, reine de Chypre ;
  - Vittorio : fils du précédent et provéditeur et inquisiteur général du royaume de Chypre ;
  - Gerolamo : frère du précédent et sénateur de Venise ;
    - Bianca : petite-fille du précédent et grande duchesse de Toscane, épouse de François II de Toscane ;
      - Bartolomeo : père et Vittorio frère de la précédente, chevaliers.